# Hymenocallis concinna
Hymenocallis concinna är en amaryllisväxtart som beskrevs av John Gilbert Baker. Hymenocallis concinna ingår i släktet Hymenocallis och familjen amaryllisväxter. Inga underarter finns listade i Catalogue of Life.